# 霍魯約山

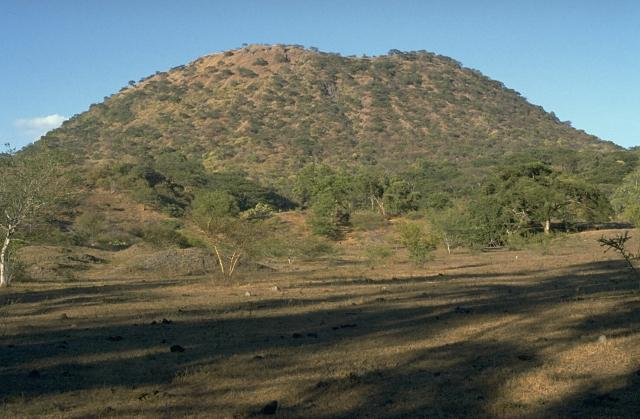

霍魯約山是墨西哥的火山，位於該國中部米卻肯州，距離烏魯阿潘53公里，海拔高度1,330米，主火山口長500米、寬400米，最近一次火山噴發在1759至1774年發生。